# Knysna jansei
Knysna jansei är en fjärilsart som beskrevs av Bassi 1999. Knysna jansei ingår i släktet Knysna och familjen Crambidae. Inga underarter finns listade i Catalogue of Life.